# Sito multiplo di clonaggio
Il sito multiplo di clonaggio (in inglese polylinker o multiple cloning site, MCS) è una regione del plasmide nella quale può essere inserito un DNA esogeno (10-11Kb). Molto utile in esperimenti di biologia molecolare, questo DNA può essere inserito grazie all'aiuto di enzimi particolari, detti enzimi di restrizione. Questi enzimi agiscono a livello di una sequenza specifica, detta sito di restrizione, riconoscendola e applicando un taglio al filamento di DNA, generando o estremità "appiccicose" (sticky ends) o estremità "nette" (blunt ends). All'interno del MCS ci sono siti per circa 21 enzimi di restrizione.
I polylinkers trovano applicazione nelle tecniche del DNA ricombinante. 
In particolare, vengono utilizzati al fine di inserire un cDNA (DNA copiato da mRNA) all'interno del vettore (ad esempio il plasmide).
La tecnica prevede i seguenti passi:
1. Aggiunta dei polylinkers ad entrambe le estremità del cDNA, in presenza di ligasi (non ligasi eucariotica poiché non è in grado di saldare doppie eliche, ma solo singoli filamenti; si utilizza ligasi del fago T4 che invece riforma il legame fosfodiesterico a livello di doppia elica)
2. Utilizzo di un enzima di restrizione per la sequenza di interesse contenuta nei polylinkers, oltre che nel vettore. Si ottengono in questo modo estremità appiccicose.